# 白斑隐蛛
白斑隐蛛（学名：Nurscia albofasciata）为暗蛛科隐蛛属的动物。分布于日本、朝鲜、俄罗斯、台湾岛以及中国大陆的北京、河北、吉林、浙江、湖北、湖南、广东、四川、陕西等地，一般栖息于土缝、落叶层、草丛以及水边的石下。该物种的模式产地在广东汕头。